# Diaphon (Nebelhorn)

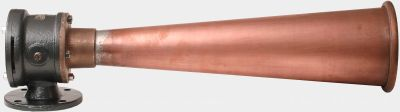
Diaphon

Das Diaphon ist ein druckluftbetriebenes Nebelhorn.
Das Diaphon basiert auf der Bewegung eines geschlitzten Kolbens in einem Zylinder und wurde 1903 (nach anderen Quellen 1910) dem Mechaniker und Erfinder John Pell Northey, Professor an der Universität Toronto, patentiert. Es basiert auf einem von Robert Hope-Jones, einem nach Amerika ausgewanderten britischen Elektriker und Organisten, entwickelten Tonerzeuger. Dieser besteht aus einer Platte, die ähnlich wie die Membran bei einer Membranopipe periodisch einen Luftdurchlass öffnet und schließt und so eine Luftschwingung in der nachgeschalteten Röhre erzeugt. Nach der Art der Tonerzeugung wird das Diaphon instrumentenkundlich der Gruppe der Retreating reeds (ausschlagende Rohrblätter) zugeordnet, ein Begriff, den Hope-Jones selbst einführte. Sie ist auch Grundlage für die bekannte Wurlitzer-Orgel.
Das Diaphon erzeugt einen Hauptton von typischerweise etwa 250 Hz. Beim Abschalten der Tonerzeugung klingt das Gerät noch etwas nach, aber mit niedrigerer Frequenz von etwa 100 bis 150 Hz. Dies führt zu dem typischen „Grunzen“ des Diaphons. Dieses Grunzen ist unter bestimmten Umständen aufgrund der geringeren Frequenz weiter zu hören als der Hauptton.
Das erste Diaphon wurde 1914 in Buffalo im US-Bundesstaat New York installiert, um die Sicherheit für die Schifffahrt auf den Großen Seen zu verbessern.
Neben ihrer Aufgabe als Nebelhörner wurden und werden Diaphone auch zur Erzeugung von Alarmsignalen in Städten eingesetzt.